# Ludwik Christians
Ludwik Christians (ur. 5 marca 1902 w Jampolu Podolskim, zm. 2 października 1959 w Warszawie) – prawnik i adwokat, członek Obozu Wielkiej Polski, Stronnictwa Narodowego i Obozu Narodowo-Radykalnego, działacz Akcji Katolickiej oraz filister korporacji akademickiej Concordia, poseł na Sejm III kadencji w II RP, z ramienia Stronnictwa Narodowego, działacz Rady Głównej Opiekuńczej, prezes Polskiego Czerwonego Krzyża.

## Życiorys

### Młodość
Po ukończeniu gimnazjum rosyjskiego przyjechał do Polski. W latach 1923–1927 studiował ekonomię a następnie od 1927 do 1932 prawo na Uniwersytecie Lubelskim. Należał do Korporacji Akademickiej Concordia. Był prezesem Koła Lubelskiego Związku Akademickiego Młodzież Wszechpolska oraz Dzielnicy Lubelsko-Wołyńskiej Ruchu Młodych Obozu Wielkiej Polski.
Powołany do odbycia służby wojskowej w Batalionie Podchorążych Rezerwy Piechoty nr 5 w Krakowie. W 1931 uzyskał stopień podporucznika rezerwy piechoty. W latach 1932–1939 pracował jako adwokat w Lublinie. W 1933 za konflikt ze starszymi działaczami Stronnictwa Narodowego został zawieszony wyrokiem sądu partyjnego na rok w prawach członka. W latach 1934–1935 był posłem na Sejm III kadencji (wszedł na miejsce zmarłego posła Henryka Sachsa). W okresie od maja do lipca 1934 był we władzach Obozu Narodowo-Radykalnego w Lublinie. Następnie związany z Związkiem Młodych Narodowców (później Ruch Narodowo-Państwowy). Był lektorem języka rosyjskiego na Uniwersytecie Lubelskim w roku akademickim 1938/1939.
Działał w Akcji Katolickiej, której był prezesem na okręg lubelski od 1939.

### Lata wojny i okupacji
Powołany do wojska w 1939, został ewakuowany na Wołyń. W drodze powrotnej do Lublina, po rozwiązaniu przez gen. Mieczysława Smorawińskiego podległych mu jednostek, został ciężko ranny w lesie świdnickim.
W latach 1941–1944 był kierownikiem miejskiego i powiatowego oddziału Rady Głównej Opiekuńczej (RGO), a także prezesem Polskiego Czerwonego Krzyża na Okręg Lubelski. Organizował pomoc medyczną i żywnościową dla więźniów przebywających w obozie koncentracyjnym na Majdanku i w więzieniu na zamku. W okresie okupacji sowieckiej, w lipcu 1944 został wiceprzewodniczącym Zarządu Głównego Polskiego Czerwonego Krzyża, a w latach 1945–1946 był jego prezesem.

### Lata powojenne
W 1946 wydał w Warszawie książkę pt. "Piekło XX wieku", w której przedstawił piekło życia obozowego. Po wojnie powrócił do zawodu adwokata. Pracował w Warszawie jako obrońca w sądach cywilnych i wojskowych. Był inwigilowany przez komunistyczny aparat bezpieczeństwa. Zmarł 2 października 1959 w Warszawie. Pochowany na cmentarzu Powązki Wojskowe w Warszawie (kwatera BII28-5-18).

## Odznaczenia
Odznaczony Złotym i Srebrnym Krzyżem Zasługi.

## Ważniejsze dzieła
- Piekło XX wieku (1946)